# Satriale's Pork Store
«Satriale's Pork Store» (укр. М'ясний магазин Сатріаль) — вигадана свиняча крамниця в телесеріалі Клан Сопрано. У 70-ті свинячою лавкою заволодів Джонні Сопрано та інші бандити з клану ДіМео, після того як колишній господар містер Сатріале не зміг повернути борг мафії і наклав на себе руки. З того часу магазин став регулярним місцем зустрічей членів банд Гальтієрі та Сопрано. Умовний магазин розміщений по 101 Кьорі авеню у Кьорні, штат Нью-Джерсі.
Хоча магазин належить бандитам, вони використовують його для легального бізнесу: реалізація м'яса, свинини та сосисок. В деяких серіях також можна помітити, що у закладі є бар в якому можна замовтити каву та печиво.